# Eugene Lawrence
Eugene Elliot Lawrence (Brooklyn, Nueva York, 22 de junio de 1989) es un exjugador de baloncesto estadounidense. Con 1,85 metros de estatura, jugaba en la posición de base.

## Trayectoria deportiva

### Universidad
Jugó durante cuatro temporadas con los Red Storm de la Universidad St. John's, en las que promedió 7,9 puntos, 3,8 rebotes, 4,5 asistencias y 1,7 robos de balón por partido.

### Profesional
Tras no ser elegido en el Draft de la NBA de 2008, fichó por el MBK SPU Nitra de la liga de Eslovaquia, donde jugó una temporada en la que se proclamaron campeones de liga, siendo además elegido Jugador del Año de la competición.
Al año siguiente fichó por el BK Prostějov de la liga checa, donde jugó dos temporadas, promediando en la segunda de ellas 13,5 puntos y 4,9 asistencias por partido. En junio de 2011 fichó por el gran dominador de la Národní Basketbalová Liga en lo que va de siglo, el ČEZ Basketball Nymburk, equipo con el que ganó el campeonato ayudando con 6,7 puntos y 4,1 asistencias jugando como titular.
En agosto de 2012 fichó por el Hoverla Ivano-Frankivsk de la Superliga de Ucrania, donde en su primera temporada promedió 10,2 puntos y 6,2 asistencias por partido. Renovó por una temporada más, pero en febrero de 2014 fichó por el Telekom Baskets Bonn de la Basketball-Bundesliga, donde disputó los últimos 16 partidos de la temporada, en los que promedió 8,1 puntos y 7,0 rebotes, ganándose la renovación por una temporada más, en la que acabó con 8,7 puntos y 7,1 asistencias por partido.
En julio de 2016 decidió desvincularse del equipo alemán, y en septiembre regresó al ČEZ Basketball Nymburk checo.
El 16 de diciembre de 2020, firma con el Charilaos Trikoupis B.C. de la A1 Ethniki griega, para cubrir la salida de Anthony Mathis.